# Ted Lindsay
Robert Blake Theodore „Ted“ Lindsay (* 29. Juli 1925 in Renfrew, Ontario; † 4. März 2019 in Oakland Township, Michigan, USA) war ein kanadischer Eishockeyspieler, -trainer und -funktionär, der im Verlauf seiner aktiven Karriere zwischen 1943 und 1960 sowie 1964 und 1965 unter anderem 1201 Spiele für die Detroit Red Wings und Chicago Black Hawks in der National Hockey League auf der Position des linken Flügelstürmers bestritten hat. Lindsay ist mit acht Berufungen ins NHL First All-Star Team zu den besten Flügelspielern der Liga der 1950er-Jahre zu zählen und wurde im Jahr 1966 in die Hockey Hall of Fame aufgenommen. In Diensten der Detroit Red Wings gewann er zwischen 1950 und 1955 insgesamt viermal den Stanley Cup. Sein Vater Bert Lindsay war ebenfalls in der National Hockey League aktiv.

## Karriere

### Spielerkarriere
Lindsay begann in Kirkland Lake mit dem Eishockeyspiel und wechselte wenig später zu den Toronto St. Michael’s Majors in die Ontario Hockey Association. Sein Vater Bert Lindsay, selbst Eishockeytorwart, hatte ihn zu diesem Sport gebracht. Mit den Oshawa Generals gewann er 1944 den Memorial Cup.
Aufgrund sehr guter Leistungen wurde die schon damals beste Liga der Welt, die National Hockey League, auf ihn aufmerksam und der linke Flügelstürmer konnte schon 1944 als 19-Jähriger sein Debüt im Trikot der Detroit Red Wings feiern. Obwohl er im Vergleich zu den meisten anderen NHL-Spielern relativ klein und zierlich war, schaffte er es bei Detroit in die sogenannte „Production Line“, in der er zusammen mit Sid Abel und Gordie Howe für ein Gros der Tore sorgte. Vorläufiger Höhepunkt seiner Karriere war die Saison 1949/50. Denn in dieser Spielzeit wurde er nicht nur mit der Art Ross Trophy als bester Scorer ausgezeichnet, seine Red Wings gewannen auch den Stanley Cup. Er war einer der Stars des Teams, das in den nächsten fünf Jahren noch dreimal den Stanley Cup gewinnen konnte.
Durch den Versuch eines Aufbaus der ersten Spielergewerkschaft National Hockey League Players’ Association verursachte er Streit mit den Team-Inhabern im Jahr 1957. Lindsay und seine Mitstreiter wollten damit ein Mindestgehalt und einen Rentenplan durchsetzen. Denn in dieser Zeit wurden die Club-Besitzer immer reicher, die Spieler aber verdienten sehr wenig und viele mussten sich durch Sommerjobs aushelfen. Ein weiteres Problem in der damaligen Zeit war, dass fast alle Spieler höchstens einen Highschool-Abschluss hatten und nach ihrer aktiven Zeit – in der sie maximal 25.000 US-Dollar pro Jahr bekamen – sprichwörtlich mit leeren Händen da standen. Viele seiner Gefolgsleute wurden in die Minor Leagues verbannt, der Top-Spieler Ted Lindsay wurde zu den Chicago Black Hawks transferiert, obwohl er in diesem Jahr seine persönliche Bestmarke von 85 Scorerpunkten erreichte.
Nach drei Jahren in Chicago beendete er seine aktive Laufbahn im Jahr 1960 im Alter von 34 Jahren. Doch nach vier Jahren in Pension bewog ihn sein Freund und ehemaliger Mitspieler Sid Abel, der jetzt Trainer in Detroit war, zu einem Comeback. 1965 beendete er seine Karriere endgültig.

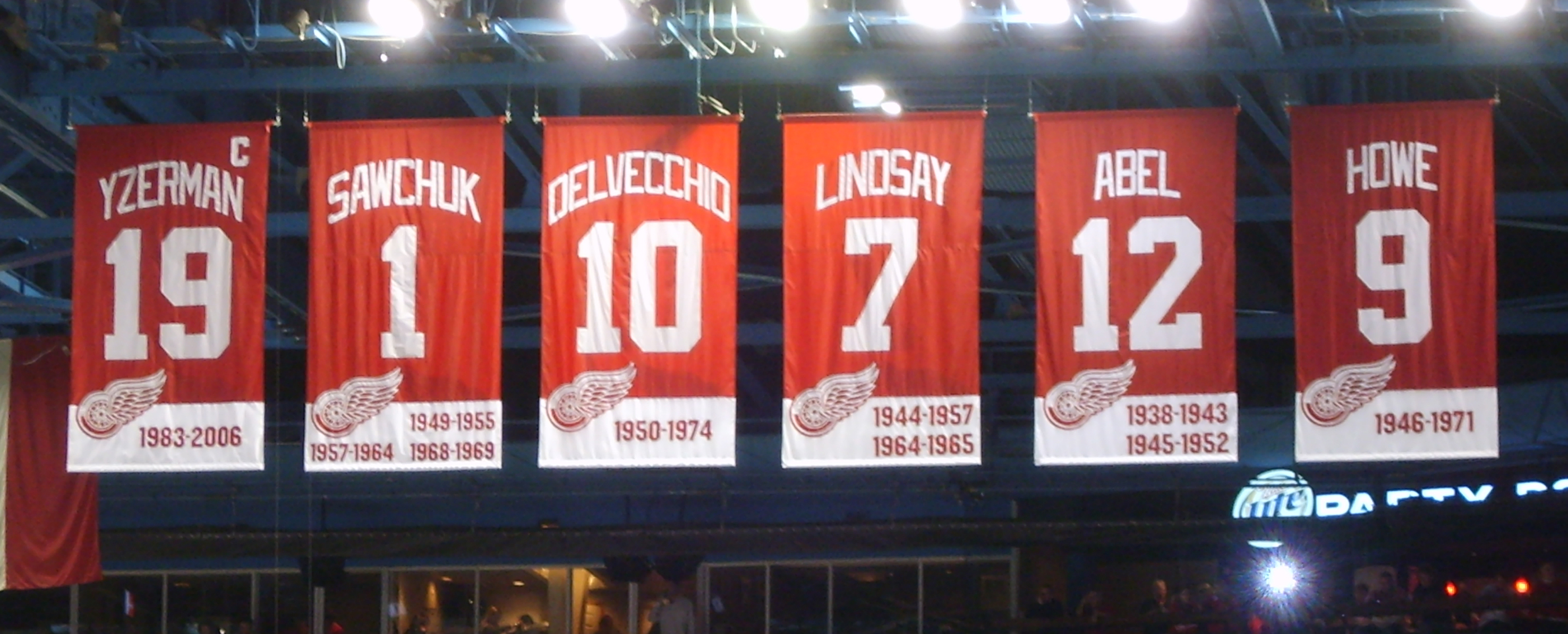
Lindsays Nummer 7 hing in Detroit als Banner in der Joe Louis Arena

### Trainer- und Funktionärskarriere
Auch nach dem Ende seiner aktiven Zeit blieb Ted Lindsay dem Eishockey und den Red Wings erhalten. Im Jahr 1977 wurde er General Manager, als die Playoffs in Gefahr kamen, und führte den Club noch sicher in die Bestenrunde. Daraufhin wurde er zum besten Gesellschafter in der NHL gewählt. Ab dem Ende der Spielzeit 1979/80 bis in die Saison 1980/81 hinein, ehe er wegen Erfolglosigkeit entlassen wurde, stellte er sich bei den Red Wings hinter die Bande und trainierte das Team.
Für seine Verdienste setzte die Hockey Hall of Fame die sonst gültige Wartezeit von mindestens drei Jahren aus und ehrte ihn schon ein Jahr nach seinem Karriereende mit der Aufnahme in die Ruhmeshalle in Toronto. 1991 wurde seine Trikotnummer 7 in Erinnerung an einen großen Spieler von den Detroit Red Wings gesperrt. Im Jahr 2008 wurde ihm die Lester Patrick Trophy für seine Verdienste rund um den Eishockeysport in den Vereinigten Staaten verliehen. Zwei Jahre später benannte die NHLPA, die von ihr vergebene Trophäe für den aus ihrer Sicht wertvollsten Spieler in der regulären Saison von Lester B. Pearson Award in Anerkennung seiner Verdienste für die Gewerkschaft in Ted Lindsay Award um.
Lindsay verstarb am 4. März 2019 im Alter von 93 Jahren in einem Hospiz im Oakland Township in der Nähe von Detroit.

## Erfolge und Auszeichnungen
| - 1944 Memorial-Cup-Gewinn mit den Oshawa Generals - 1947 Teilnahme am NHL All-Star Game - 1948 Bester Torschütze der NHL - 1948 NHL First All-Star Team - 1948 Teilnahme am NHL All-Star Game - 1949 NHL Second All-Star Team - 1949 Teilnahme am NHL All-Star Game - 1950 Stanley-Cup-Gewinn mit den Detroit Red Wings - 1950 Art Ross Trophy - 1950 NHL First All-Star Team - 1950 Teilnahme am NHL All-Star Game - 1951 NHL First All-Star Team - 1951 Teilnahme am NHL All-Star Game - 1952 Stanley-Cup-Gewinn mit den Detroit Red Wings - 1952 NHL First All-Star Team - 1952 Teilnahme am NHL All-Star Game - 1953 NHL First All-Star Team | - 1953 Teilnahme am NHL All-Star Game - 1954 Stanley-Cup-Gewinn mit den Detroit Red Wings - 1954 NHL First All-Star Team - 1954 Teilnahme am NHL All-Star Game - 1955 Stanley-Cup-Gewinn mit den Detroit Red Wings - 1955 Teilnahme am NHL All-Star Game - 1956 NHL First All-Star Team - 1956 Teilnahme am NHL All-Star Game - 1957 NHL First All-Star Team - 1957 Teilnahme am NHL All-Star Game - 1966 Aufnahme in die Hockey Hall of Fame - 1977 The Hockey News Funktionär des Jahres - 1991 Sperrung der Trikotnummer 7 durch die Detroit Red Wings - 2002 Aufnahme in die Hall of Fame des kanadischen Sports - 2009 Aufnahme in die Ontario Sports Hall of Fame - 2008 Lester Patrick Trophy |

## Rekorde
- 19 Sekunden für das schnellste Tor in einem NHL All-Star Game (1950)

## Karrierestatistik
(Legende zur Spielerstatistik: Sp oder GP = absolvierte Spiele; T oder G = erzielte Tore; V oder A = erzielte Assists; Pkt oder Pts = erzielte Scorerpunkte; SM oder PIM = erhaltene Strafminuten; +/− = Plus/Minus-Bilanz; PP = erzielte Überzahltore; SH = erzielte Unterzahltore; GW = erzielte Siegtore; 1 Play-downs/Relegation; Kursiv: Statistik nicht vollständig)

### NHL-Trainerstatistik
(Legende zur Trainerstatistik: Sp oder GC = Spiele insgesamt; W oder S = erzielte Siege; L oder N = erzielte Niederlagen; T oder U = erzielte Unentschieden; OTL oder OTN = erzielte Niederlagen nach Overtime oder Shootout; Pts oder Pkt = erzielte Punkte; Pts% oder Pkt% = Punktquote; Win% = Siegquote; Resultat = erreichte Runde in den Play-offs)